# Grubenunglücke im Schacht Menzengraben

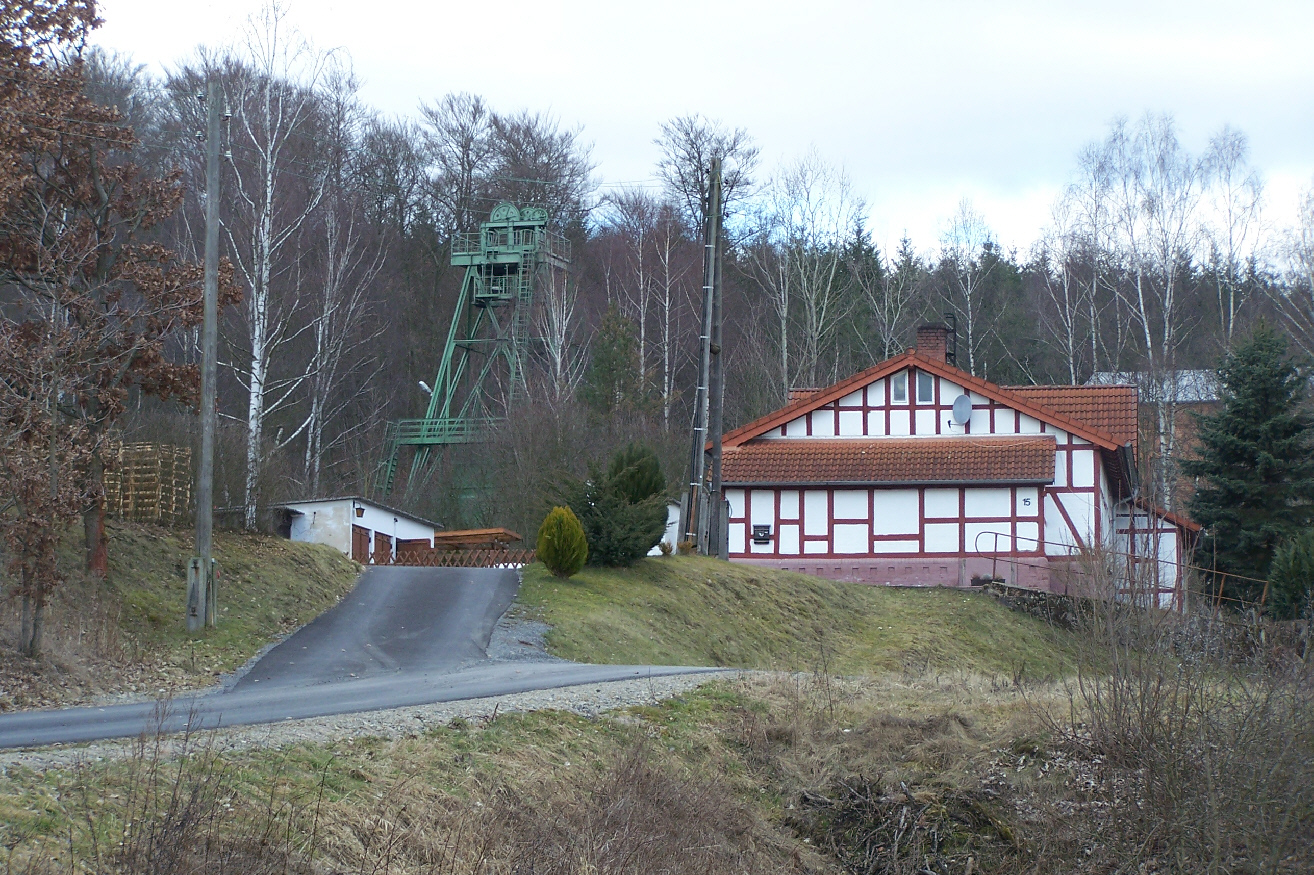
Das Gelände des früheren Schachtes Menzengraben (2009)

Die Grubenunglücke im Schacht Menzengraben ereigneten sich am 7. Juli 1953 und 17. April 1958. Bei den Kohlendioxidausbrüchen in dem Westthüringer Kalischacht Menzengraben starben insgesamt neun Menschen, drei 1953, sechs 1958. Beide Vorfälle zählen zu den größten Ausbrüchen von Kohlendioxid seit Beginn des Kalibergbaus in Deutschland.

## Vorgeschichte
Ab 1911 wurden die zum Werra-Kalirevier gehörenden Schachtanlagen „Großherzog von Sachsen II und III“ in der nördlichen Flur von Stadtlengsfeld errichtet. In diesem Zuge entstand neben dem Schacht auch die Arbeitersiedlung Menzengraben. Wie alle Werke der Kaliindustrie auf dem Gebiet der Sowjetischen Besatzungszone wurde auch der zum Werk Merkers gehörende Schacht Menzengraben 1946 enteignet und zunächst in sowjetisches Eigentum der Sowjetischen Aktiengesellschaft (SAG) Kali überführt. 1952 wurden die Kaliwerke an die DDR übergeben. 1958 ging daraus die Vereinigung Volkseigener Betriebe Kali in Erfurt hervor.
Im Laufe seines Betriebes wurde der Schacht immer wieder von Kohlendioxidausbrüchen heimgesucht, so dass seit der Wiederaufnahme des Salzabbaus nach dem Zweiten Weltkrieg im Jahr 1949 in der Grube Menzengraben die Vorschrift galt, Sprengungen ausschließlich von über Tage auszulösen.

## Das Grubenunglück vom 7. Juli 1953
Am 7. Juli 1953, um 23.24 Uhr, ereignete sich im Schacht Menzengraben ein Gasausbruch, bei dem Kohlendioxid in bis dato ungekanntem Ausmaß entwich. Drei Menschen starben, zwei Männer und eine Frau. Der Ausbruch gefährdete neben der Belegschaft der Kaligrube auch die Ortschaft Menzengraben und ihre Einwohner.
Nach einer am Abend des 7. Juli 1953 von über Tage aus gezündeten Sprengung vernahmen Zeugen ein etwa 25 Minuten andauerndes ungewöhnliches Zischen, beschrieben es als ähnlich einem gleichzeitigen Dampfablassen mehrerer Lokomotiven. In Menzengraben und dem Tal der Felda breitete sich eine Kohlendioxidwolke aus. Nach Zeitzeugenberichten erreichte der Kohlendioxidausstoß auch die Nachbarorte Stadtlengsfeld und Dietlas, Gänse seien mehr als einen Kilometer weit weg tot aufgefunden worden.
Es gelang, dass die durch Sirenen gewarnten Anwohner rechtzeitig ihre Wohnungen und Häuser verließen. Die vorbeiführende Feldabahn und die Fernverkehrsstraße konnten rechtzeitig gesperrt werden, um zu verhindern, dass Fahrzeugführer und der Nachtzug von Dorndorf nach Kaltennordheim in den kontaminierten Bereich einfuhren.
Neben mehreren Verletzten waren durch die Folgen des Gasausbruchs drei Menschenleben zu beklagen, allesamt über Tage. Die Grube selbst wurde schwer beschädigt.
Durch den abrupten Ausstoß von 1 bis 2,4 Millionen Kubikmeter Kohlendioxid entstand unter Tage ein etwa 200 Meter langer Hohlraum, dabei lösten sich etwa 100.000 Tonnen Salz-Bruch. Über Tage wurden innerhalb von mehr als 20 Minuten 1100 bis 3900 Tonnen Kohlendioxid ausgestoßen, ein Rekord. Das Ereignis in Menzengraben gilt als der einzige Grubenunfall, bei dem Menschen durch Kohlendioxid über Tage umkamen.

## Das Unglück vom 17. April 1958
Im April 1958 trat aus dem Kalischacht in Menzengraben erneut Kohlendioxid aus, nachdem Bergleute bei einer Erkundungsbohrung auf eine Kohlendioxidansammlung gestoßen waren. Das Gas breitete sich explosionsartig in der Strecke aus, sechs Kumpel starben.
Am Morgen des 17. April 1958 setzten Mitarbeiter einer Fremdfirma eine Erkundungsbohrung, die siebte nach sechs erfolgreichen Bohrungen. Bei einer Teufe von 71,5 Metern traf die Bohrung auf Kohlendioxid. Das freigesetzte Gas stieg explosionsartig durch das Bohrmehlausfallrohr nach oben und breitete sich ebenso schnell in der Strecke aus. Während über Tage die Arbeiter der Bohrfirma sich in Sicherheit bringen konnten dehnte sich das Kohlendioxid in großer Menge in der Grube aus. Sechs Bergleute konnten sich rechtzeitig in die Schachtröhre retten, 46 Arbeiter flüchteten an einen höher gelegenen Ort unter Tage. 26 Kalikumpel waren von den flüchtenden Männern des Bohrteams gewarnt worden und konnten sich an einen höher gelegenen Punkt retten, waren aber zunächst eingeschlossen. Zwölf weitere Menschen wurden ohnmächtig aufgefunden.
Grubenwehren aus Dorndorf, Merkers und Unterbreizbach wurden alarmiert und rückten mit 178 Mann an. Bereits 20 Minuten nach dem Austritt des Gases waren die ersten Helfer im Schacht, konnten allerdings sechs Arbeiter nur tot bergen.

## Folgen
Das zuständige Ministerium der DDR setzte eine Regierungskommission ein, um die Ursachen des Unglücks herauszufinden. Die Kommission stellte Forderungen, um die Arbeit der Bergleute künftig sicherer zu gestalten. So wurde die Ausrüstung der Bergleute mit tragbaren Gasschutzgeräten als Selbstretter veranlasst.
Die Förderung von Kalisalz im Schacht Menzengraben wurde nach dem Unglück schrittweise bis 1966 eingestellt. Heute wird der Zugang in Menzengraben von der K+S AG noch als Material- und Wetterschacht genutzt.

## Ähnliche Vorfälle
Bei einem vergleichbaren Grubenunglück im Schacht Unterbreizbach starben am 1. Oktober 2013 drei Bergleute durch einen Kohlendioxidausbruch in 900 Metern Tiefe. Ein Ausbruch im Schacht Merkers forderte 1938 elf Menschenleben.